# Totalán

Totalán est une commune de la province de Malaga dans la communauté autonome d'Andalousie en Espagne.

## Démographie
| 2000 | 2005 | 2006 | 2008 | 2012 |
| ---- | ---- | ---- | ---- | ---- |
| 616  | 699  | 707  | 724  | 746  |